# Димитър Вълчев (политик)
 Тази статия е за политика.  За композитора вижте Димитър Вълчев.  
Димитър Илиев Вълчев  е български политик, юрист и публицист, член на ръководството на Българския национален фронт.

## Биография

### До 1944 г.
Роден е на 27 април 1899 г. в София в семейството на адвоката и политик Илия Димитров Вълчев и Стилияна Иванова Вълчева (родена Параскевова), ушила Браилския трибагреник за българските опълченци през 1877 г.
Завършва хуманитарна държавна гимназия в София през 1918 г. Следва в Берлин и Грайфсвалд в Германия. Защитава докторска дисертация в Хайделберг през 1924 г.
Завръща се в България и работи като адвокат. Той е държавен секретар в Министерството на търговията, промишлеността и труда от 1931 до 1944 г.
Привърженик е на Националлибералната партия, сътрудничи на нейния вестник „Независимост“. След разпускането на партиите през 1934 г. Вълчев влиза в „Съюз на българските национални легиони“. Издига се в ръководството на организацията и се сближава с нейния водач генерал Христо Луков.
По време на Втората световна война д-р Димитър Вълчев пропагандира каузата на Тристранния пакт в статии като „Севастопол падна“ и „Япония кърти зъбите на американския империализъм“ и в контактите си с международни журналисти в качеството си на директор на агенцията „Велтпрессе“ в София.

### В емиграция
Напуска България през първите дни на септември 1944 г., непосредствено преди навлизането на Червената армия в страната. Емигрира първоначално във Виена, след което са установява в Мюнхен. Д-р Димитър Вълчев е осъден е на смърт от Шести върховен състав на Народния съд в София. От 1950 г. е адвокат към Американската секция на Върховната съюзническа комисия за Германия.
Участва в основаването на Българския национален фронт (БНФ) край Мюнхен през 1948 г. От 1949 г. до 1955 г. е главен редактор на първия печатен орган на БНФ, вестник „Национална България“. Избран е в четиричленното върховно ръководство на БНФ за завеждащ идеологическата работа през 1950 г.
Пише статии в емигрантското списание „Български преглед“. Оглавява Българския клуб в Мюнхен.
Сътрудничи на германски и международни организации, включително на Антиболшевишкия блок на народите.
Той е сред приближените до Симеон Сакскобургготски ръководители на БНФ. Отстоява възгледа, че при навършване на пълнолетие Симеон трябва да положи клетва и да поеме функциите на цар. През 1955 г. пристига в Мадрид, за да участва в избори за представително политическо тяло на монархистите в емиграция. Редактира вестниците „Задгранична България“ и „Един завет“, печатни органи на монархисткото Временно българско представителство в Мадрид.
Д-р Димитър Вълчев умира в Мюнхен на 6 март 1988 г.